# Apion vorax
Apion vorax är en skalbaggsart som beskrevs av Herbst 1797. Apion vorax ingår i släktet Apion, och familjen spetsvivlar. Arten är reproducerande i Sverige.